# Клёбер, Август

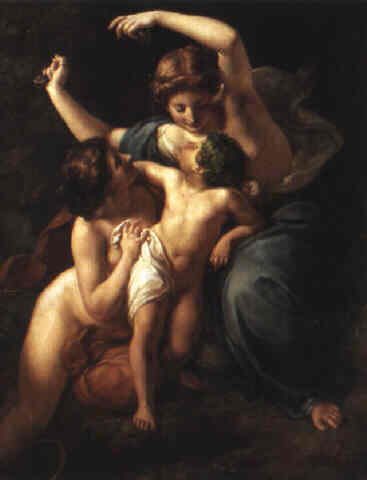
Аллегорический мотив

Карл Фридрих Август фон Клёбер (нем. Carl Friedrich August von Kloeber; 21 августа 1793, Бреслау, Королевство Пруссия (ныне Вроцлав, Польша) — 31 декабря 1864, Берлин, Германская империя) — немецкий живописец XIX века. Член Берлинской академии искусств (профессор с 1834)

## Биография

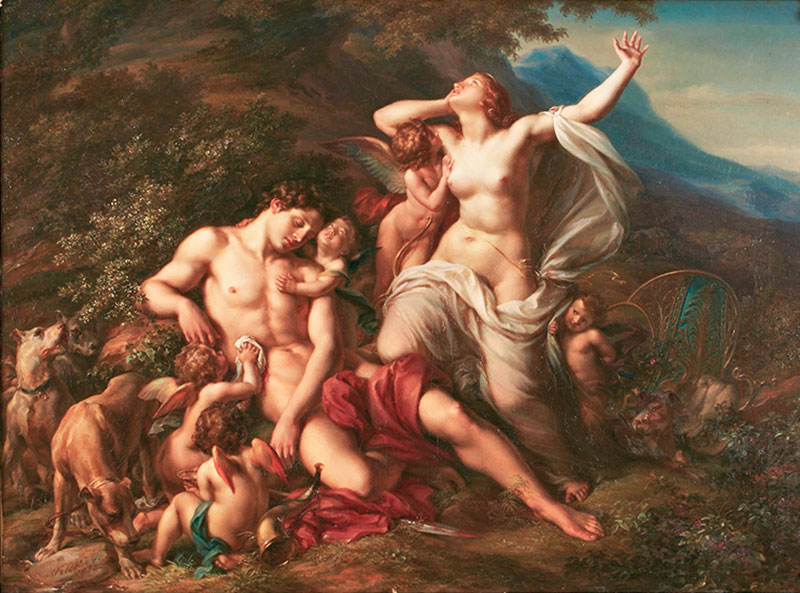
Смерть Адониса. 1852 г.

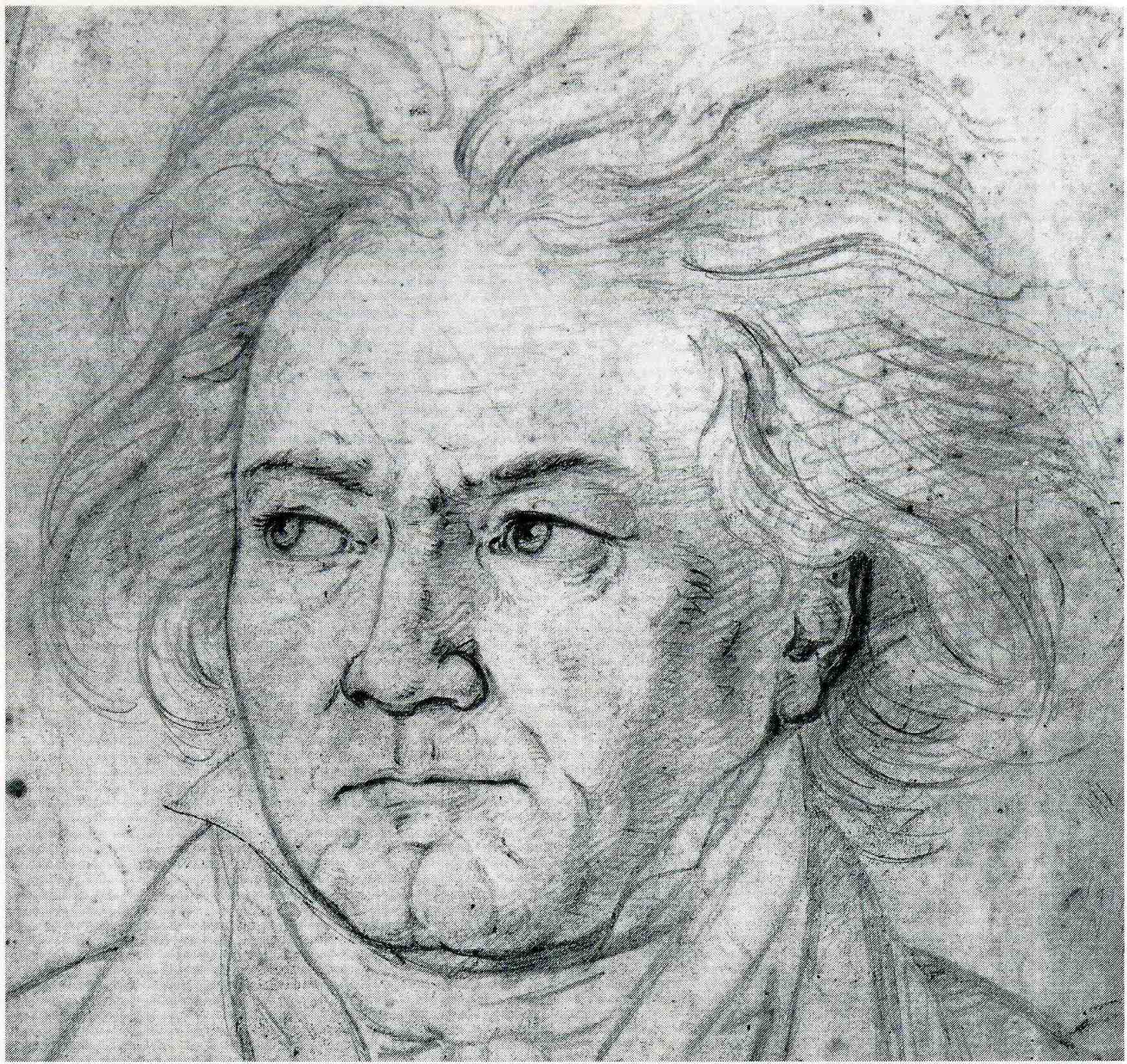
Портрет Бетховена. 1818 г.

В 1805—1806 годах учился в кадетском корпусе в Берлине, в 1808 году — в строительной школе в Бреслау. С 1810 года обучался живописи в Королевской Прусской академии искусств в Берлине.
Учёба была прервана в 1813 году во время Освободительной войны в Германии против наполеоновской армии. А. Клёбер добровольцем вступил в армию, принимал участие в сражениях при Лютцене (1813), при Бауцене, взятии Парижа в 1814 года.
После заключения мира в 1815 году, остался в Париже, где изучал художественные коллекции, затем четыре года обучался в Венской Академия изобразительных искусств. Совершил поездку во Францию и Англию. В Вене копировал работы старых мастеров, в первую очередь Корреджо и Рубенса.
В 1820 году принимал участие в украшении строящегося Берлинского драматического театра. Работал до 1836 года по созданию изделий Королевского фарфорового завода в Берлине.
Получив грант Министерства культуры, с 1821 по 1828 год жил в Италии, где познакомился и работал вместе с художниками Б. Дженелли, А. Копишем, А. Альборном.
С 1829 по 1864 год — член Берлинской академии искусств (профессор с 1834). Среди его учеников — Вильгельм Карл Генц.
Регулярно участвовал в выставках Академии.

## Творчество
Автор картин на религиозные и мифологические сюжеты, портретов, в том числе, членов семьи Бетховена и Грильпарцера. Исторический живописец.

## Награды
- Орден Красного орла 4-й степени (1848)